# Vauderie d'Arras
La grande vauderie d'Arras est un procès en sorcellerie de l'Inquisition médiévale ; il se déroula de 1459 à 1461 à Arras, dans le nord de la France, qui faisait alors partie des Pays-Bas bourguignons.
Ce procès présente les particularités de s'être déroulé en milieu urbain et d'avoir mis en cause des personnes de toutes conditions sociales.
Sur 29 accusés (dont 10 femmes) 12 furent exécutés (dont 8 femmes).

## Contexte
Le terme « vauderie » utilisé ici n'a pas de rapport direct avec le mouvement vaudois et les disciples de Vaudès, car en 1440,  le pape Eugène IV utilise la formulation latine Waudenses pour qualifier la sorcellerie et cet usage se répand au XVe siècle pour appliquer de façon générique le terme « vauderie » à toute sorcellerie, voire à toute hérésie. 
L'affaire se situe au sortir de la crise de la fin du Moyen Âge : peu après la fin de la guerre de Cent Ans, la ville d'Arras avait connu plusieurs épidémies de peste. Sous domination bourguignonne, elle était convoitée par le roi de France.
Elle est relatée à l'époque dans les Mémoires du chroniqueur Jacques Du Clercq.

## Déroulement

### Premières arrestations
L'affaire commença classiquement par une dénonciation : un ermite accusé de sorcellerie à Langres, passé à la question, désigna comme complices plusieurs arrageois.
Deux d'entre eux, une fille de joie et un vieil artiste, furent arrêtés et en dénoncèrent d'autres sous la torture. En mai 1460, cinq accusés sont brûlés, rétractant les aveux faits sur la promesse d'avoir la vie sauve. Le procès attira une foule énorme, venue de dix lieues à la ronde.

### Deuxième vague d'arrestations
Les arrestations continuèrent à la suite des dénonciations des personnes arrêtées, mais commençaient à concerner des bourgeois, un ancien échevin, et même le chevalier de Beauffort, ancien conseiller et chambellan du duc de Bourgogne. L'inquisiteur Pierre de Broussart estimait qu'un tiers des habitants d'Arras étaient suspects de sorcellerie.

### Réhabilitations
Les réhabilitations ont été prononcées en 1491.

## Cas exemplaire
Le cas de Huguet Aubry, surnommé Patrenostre, illustre le processus mis en œuvre lors de cet épisode fort curieux de l'histoire arrageoise.
Huguet Aubry est un ancien serviteur, ou le barbier, de l'évêque d'Arras, Jean Jouffroy, alors en fonction mais absent de son diocèse. Il aurait ensuite été au service d'un nommé Martin Cornille, d'abord excommunié comme vaudois puis absous par les vicaires.
Il est poursuivi et condamné comme hérétique en octobre 1460. On use de tous les moyens pour le faire avouer : il est mis à la question (torturé) plusieurs fois, 15 fois semble-t-il et parfois deux fois le même jour, on rassemble des témoignages contre lui, on le met en présence du bourreau dont on lui dit qu'il est venu pour l'exécuter et on l'exhorte à avouer pour adoucir sa peine et avoir la conscience en paix.
Accusé d'être vaudois, on le coiffe le jour du procès d'une mitre, portant l'image du diable qu'il aurait adoré.
Huguet Aubry a toujours nié avoir été hérétique, même sous la torture. Il avoue simplement qu'il s'est enfui de prison, où il avait été mis le temps de l'instruction du procès, avec un prêtre enfermé pour vol, mais en précisant qu'il y fut contraint par le dit prêtre sous menace de mort.
Comme il n'avoua jamais avoir commis le crime de vauderie, il échappe à la condamnation à mort et écope de 20 ans de prison au pain et à l'eau, au motif de l'évasion de la prison.
Il semble qu'il ait été, tout au long de son procès, soutenu et conseillé par les vicaires de l'évêque, qui finirent d'ailleurs par obtenir sa libération ultérieurement.
Huguet Aubry déclara plus tard que plusieurs personnes voulurent lui faire dire que Jean Jouffroy lui-m̩ême était également vaudois.
Il est réhabilité en 1491, en même temps que les autres survivants du procès de 1460.

## Sources